# Papiernia (powiat leszczyński)
Papiernia (niem. do 1918 r. Papermühle) – osada leśna w Polsce położona w województwie wielkopolskim, w powiecie leszczyńskim, w gminie Włoszakowice, na obszarze Przemęckiego Parku Krajobrazowego, pomiędzy jeziorami Brzeźnie, Maszynek i Zapowiednik.
W latach 1975–1998 miejscowość administracyjnie należała do województwa leszczyńskiego. 